# Supra-haute fréquence
Pour les articles homonymes, voir SHF (homonymie) et fréquence (homonymie).
On appelle supra-haute fréquence (SHF), en anglais : Super high frequency, la bande de radiofréquences qui s'étend de 3 GHz à 30 GHz (longueur d'onde de 10 cm à 1 cm). Les SHF font partie des micro-ondes.
Les techniciens et ingénieurs français parlent plutôt d'hyperfréquences et leur domaine s'étendait de 1 GHz à 30 GHz. Cette appellation d'« hyperfréquences » est également officielle en France, d'après une Commission générale de terminologie et de néologie.
Les SHF sont en particulier utilisées dans les fours à micro-ondes pour agiter les molécules d'eau.
Ces ondes électromagnétiques sont très facilement absorbées par tout matériau plein d'une certaine épaisseur. Par contre, elles passent un peu entre les mailles d'un grillage métallique qui arrête les ondes plus longues.
La bande de fréquences 5,9 GHz a été choisie par la Chine, l'Europe, les États-Unis et le Japon pour les véhicules connectés et autonomes[réf. non conforme] (voir Dedicated Short Range Communications).

## Utilisations publiques
Les matériels utilisés par le public dans ces fréquences ont des assignations spécifiques :
| Fréquences (en MHz) | Utilisation |
| ------------------- | --- |
| 2 700 à 3 400       | Radars bande S, balises radar Racons                                                                                     |
| 3 400 à 3 475       | Téléphone-Alphapage de poche D.E.C.T. en Europe en numérique                                                             |
| 3 400 à 3 400,1     | Radars bande S et Radioamateurs avec équipements à bande étroite en tous modes (sauf Europe)                             |
| 3 400.1             | Radars bande S et Fréquence d’appel radioamateurs (sauf Europe)                                                          |
| 3 400,1 à 3 402     | Radars bande S et Radioamateurs avec équipements à bande étroite en tous modes (sauf Europe)                             |
| 3 402 à 3 420       | Radars bande S et Radioamateurs en tous modes (sauf Europe)                                                              |
| 3 420 à 3 430       | Radars bande S et Radioamateurs, communications digitales et numériques (sauf Europe)                                    |
| 3 430 à 3 450       | Radars bande S et Radioamateurs en tous modes (sauf Europe)                                                              |
| 3 450 à 3 455       | Radars bande S et Radioamateurs, communications digitales et numériques (sauf Europe)                                    |
| 3 455 à 3 475       | Radars bande S et Radioamateurs en tous modes (sauf Europe)                                                              |
| 3 475 à 3 500       | Radars bande S et Téléphone-Alphapage de poche D.E.C.T. en Europe en numérique                                           |
| 3 500 à 3 600       | Téléphone-Alphapage de poche D.E.C.T. en Europe en numérique                                                             |
| 3 600 à 3 630       | Réseaux câblés T.V. MMDS, Inmarsat B-C-M vers station terrienne côtière et interconnexions satellites                    |
| 3 630 à 3 700       | Réseaux câblés T.V. MMDS                                                                                                 |
| 3 700 à 3 800       | Réseaux câblés T.V. MMDS et Satellites de télévision                                                                     |
| 3 800 à 4 180       | Satellites de télévision                                                                                                 |
| 4 180 à 4 200       | Satellites de télévision, Inmarsat B-C-M vers station terrienne côtière et interconnexions satellites                    |
| 4 200 à 5 090       | Réseaux locaux informatiques, armée, société, presse, ambassade, organisations diverses                                  |
| 5 090 à 5 250       | Stations passerelles terriennes nationales vers satellites (avec 6,875 à 7,025 GHz)                                      |
| 5 250 à 5 650       | Radars |
| 5 650 à 5 668       | Radars et Radioamateurs vers satellites, armée, société, presse, organisations diverses, mobile                          |
| 5 668 à 5 668.2     | Radars et Radioamateurs en tous modes et radioamateurs vers satellites                                                   |
| 5 668.200           | Radars et Fréquence d’appel radioamateurs, armée, société, presse, organisations diverses, mobile                        |
| 5 668.2 à 5 670     | Radars et Radioamateurs en tous modes et radioamateurs vers satellites                                                   |
| 5 670 à 5 700       | Radars et Radioamateurs, communications digitales et numériques                                                          |
| 5 700 à 5 720       | Radars et Télévisions radioamateurs, armée, société, presse, organisations diverses, mobile                              |
| 5 720 à 5 760       | Radars et Radioamateurs en tous modes, armée, société, presse, organisations diverses, mobile                            |
| 5 760.200           | Radars et Fréquence d’appel radioamateurs, armée, société, presse, organisations diverses, mobile                        |
| 5 760.4 à 5 760.8   | Radars et Radioamateurs avec équipements à bande étroite en tous modes                                                   |
| 5 760.8 à 5 761     | Balises et radars, armée, société, presse, organisations diverses, mobile                                                |
| 5 761 à 5 762       | Radars et Radioamateurs avec équipements à bande étroite en tous modes                                                   |
| 5 762 à 5 790       | Radars et Radioamateurs en tous modes, armée, société, presse, organisations diverses, mobile                            |
| 5 790 à 5 800       | Radars et Satellites vers radioamateurs, armée, société, presse, organisations diverses, mobile                          |
| 5 800               | Applications Industrielles, scientifiques et médicales (ISM) et système d’information routière P : 2 W                   |
| 5 800 à 5 850       | Radars et Satellites vers radioamateurs, armée, société, presse, organisations diverses, mobile                          |
| 5 850 à 5 925       | Télécoms, armée, société, presse, ambassade, organisations diverses, mobile                                              |
| 5 925 à 6 410       | Stations sur Terre vers satellites                                                                                       |
| 6 410 à 6 425       | Terre vers satellites T.V., station terrienne côtière vers Inmarsat B-C-M et interconnexions satellites                  |
| 6 425 à 6 454       | Radars, station terrienne côtière vers Inmarsat B-C-M et interconnexions satellites                                      |
| 6 454 à 6 875       | Radars, satellites vers stations sur Terre, armée, société, presse, ambassade, organisations diverses                    |
| 6 875 à 7 075       | Satellites GLOBALSTAR et ICO vers stations terriennes côtière relais sur Terre                                           |
| 7 075 à 7 250       | Radars, satellites vers stations sur Terre, armée, société, presse, ambassade, organisation diverse                      |
| 7 250 à 7 375       | Militaires et Radars bande X                                                                                             |
| 7 375 à 7 750       | Militaires et Télécoms                                                                                                   |
| 7 750 à 7 900       | Militaires |
| 7 900 à 8 050       | Militaires, Faisceaux hertziens et Radars bande X                                                                        |
| 8 050 à 8 500       | Militaires, Police, Faisceaux hertziens et Radars bande X                                                                |
| 8 500 à 9 200       | Radioastronomie : réception Quasar sur Grande base                                                                       |
| 9 200 à 9 500       | Transpondeurs radar SART, radioastronomie réception Quasar sur Grande base                                               |
| 9 500 à 9 880       | Radioastronomie : réception Quasar sur Grande base                                                                       |
| 9 880 à 9 920       | Détecteur de mouvements P : 50 Mw et radioastronomie : réception Quasar sur Grande base                                  |
| 9 920 à 10 000      | Radioastronomie, réception Quasar sur Grande base                                                                        |
| 10 000 à 10 150     | Radioamateurs, communications digitales et numériques, télémétrie biomédicale, radiolocalisation                         |
| 10 150 à 10 250     | Radioamateurs en tous modes, radiolocalisation                                                                           |
| 10 250 à 10 350     | Radioamateurs, communications digitales et numériques, télémétrie biomédicale, radiolocalisation                         |
| 10 350 à 10 368     | Radioamateurs en tous modes, télémétrie biomédicale, radiolocalisation                                                   |
| 10 368 à 10 368.2   | Radioamateurs avec équipements bande étroite, balises, télémétrie biomédicale, radiolocalisation                         |
| 10 368.2            | Fréquence internationale d’appel avec équipements bande étroits radioamateurs                                            |
| 10 368.2 à 10 370   | Radioamateurs en tous modes bande étroite, balises, télémétrie biomédicale, radiolocalisation                            |
| 10 370 à 10 450     | Radioamateurs en tous modes, télémétrie biomédicale, radiolocalisation                                                   |
| 10 450 à 10 452     | Bande internationale d’appel avec équipements large bande                                                                |
| 10 452 à 10 500     | Radioamateurs par satellites, télémétrie biomédicale, radiolocalisation                                                  |
| 10 500 à 10 570     | Militaires, Police, Faisceaux hertziens                                                                                  |
| 10 570 à 10 610     | Détecteur de mouvements P : 20 Mw, Militaires, Police, Faisceaux hertziens                                               |
| 10 610 à 10 700     | Militaires, Police, Faisceaux hertziens                                                                                  |
| 10 700 à 10 900     | Mobile vers satellites Eutelsat                                                                                          |
| 10 900 à 11 700     | Mobile vers satellites Eutelsat, Satellites de télévision [[Bande Ku\|Bande Ku-1, satellites SKYBRIDGE                   |
| 11 700 à 11 750     | Satellites de télévision Bande Ku-1, satellites SKYBRIDGE                                                                |
| 11 750 à 12 500     | Satellites de télévision Bande Ku-2, satellites SKYBRIDGE                                                                |
| 12 500 à 12 750     | Mobile vers satellites Eutelsat, Satellites de télévision Bande Ku-3]], satellites SKYBRIDGE                             |
| 12 750 à 13 250     | Faisceaux hertziens, Militaires, Police, Radio diffusion par satellites, satellites SKYBRIDGE                            |
| 13 250 à 14 000     | Radio diffusion par satellites, satellites SKYBRIDGE                                                                     |
| 14 000 à 14 250     | armée, société, presse, ambassade, organisation diverse par satellite                                                    |
| 14 000 à 14 250     | Satellites Eutelsat vers mobiles (messageries), répéteurs Télécoms 1 Télécoms 2                                          |
| 14 250 à 14 500     | armée, société, presse, ambassade, organisations diverses par satellite, répéteurs Eutelsat Intelsat                     |
| 14 500 à 17 000     | armée, société, presse, ambassade, organisations diverses                                                                |
| 17 000 à 17 700     | Réseaux locaux informatiques, armée, société, presse, ambassade, organisations diverses                                  |
| 17 700 à 18 000     | armée, société, presse, ambassade, organisations diverses                                                                |
| 18 000 à 18 800     | Satellites de télévision, armée, société, presse, ambassade, organisations diverses                                      |
| 18 800 à 19 400     | Satellites TELEDISC vers terminaux, armée, société, presse, ambassade, organisations diverses                            |
| 19 400 à 19 600     | Liaisons satellites station terrienne, société, ambassade, organisations diverses et satellite Iridium                   |
| 19 600 à 21 200     | Satellites de télévision, armée, société, presse, ambassade, organisations diverses                                      |
| 21 200 à 22 000     | Armée, société, presse, ambassade, organisations diverses                                                                |
| 22 000 à 23 600     | Faisceaux hertziens, armée, Police et satellites Iridium                                                                 |
| 23 600 à 24 000     | Radio astronomie, exploration de la Terre par satellite, recherche                                                       |
| 24 000 à 24 048     | Radioamateurs par satellites                                                                                             |
| 24 048 à 24 482     | Radioamateurs exclusif et radioamateurs par réflexion sur la Lune                                                        |
| 24 048.200          | Fréquence internationale d’appel et radioamateurs par réflexion sur la Lune                                              |
| 24 048.2 à 24 050   | Radioamateurs exclusif et radioamateurs par réflexion sur la Lune                                                        |
| 24 050 à 24 075     | Radioamateurs tous modes large bande et détecteur de mouvements, radars bande K, exploration de la Terre par satellite   |
| 24 075 à 24 125     | Radioamateurs tous modes large bande et détecteur de mouvements, radars bande K, exploration de la Terre par satellite   |
| 24 125              | Applications en ISM, Fréquence internationale d’appel avec équipements large bande                                       |
| 24 125 à 24 150     | Radioamateurs tous modes larges bandes et détecteur de mouvements, exploration de la Terre par satellite, radars bande K |
| 24 150              | Cinémomètre (radar de mesure des vitesses des véhicules)                                                                 |
| 24 150 à 24 175     | Radioamateurs tous modes larges bandes et détecteur de mouvements, exploration de la Terre par satellite, radars bande K |
| 24 175 à 24 191     | Radioamateurs tous modes larges bandes et exploration de la Terre par satellite, radars bande K                          |
| 24 192.8 à 24 193   | Balises, Radioamateurs tous modes larges bandes et exploration de la Terre par satellite                                 |
| 24 194 à 24 250     | Radioamateurs tous modes larges bandes et exploration de la Terre par satellite, radars bande K                          |
| 24 250 à 28 600     | Radars bande K, armée, société, presse, ambassade, organisations diverses                                                |
| 28 600 à 29 100     | Satellites TELEDISC, armée, société, presse, ambassade, organisations diverses                                           |
| 29 100 à 29 400     | Téléphones vers satellites et téléphone vers satellite Iridium                                                           |
| 29 400 à 29 600     | Liaisons satellites vers station terrienne                                                                               |
| 29 600 à 31 000     | Radars bande K, armée, société, presse, ambassade, organisations diverses                                                |

## Antennes

Relais par satellite.

Les antennes les plus utilisées sur cette bande sont :
- antenne cornet ;
- antenne losange de petite taille ;
- antenne parabolique ;
- réseaux d'antennes ;
- antenne colinéaire ;
- antenne ground plane ;
- antenne fouet ;
- antenne dipolaire ou dipôle ;
- antenne dièdre.

## Propagation locale

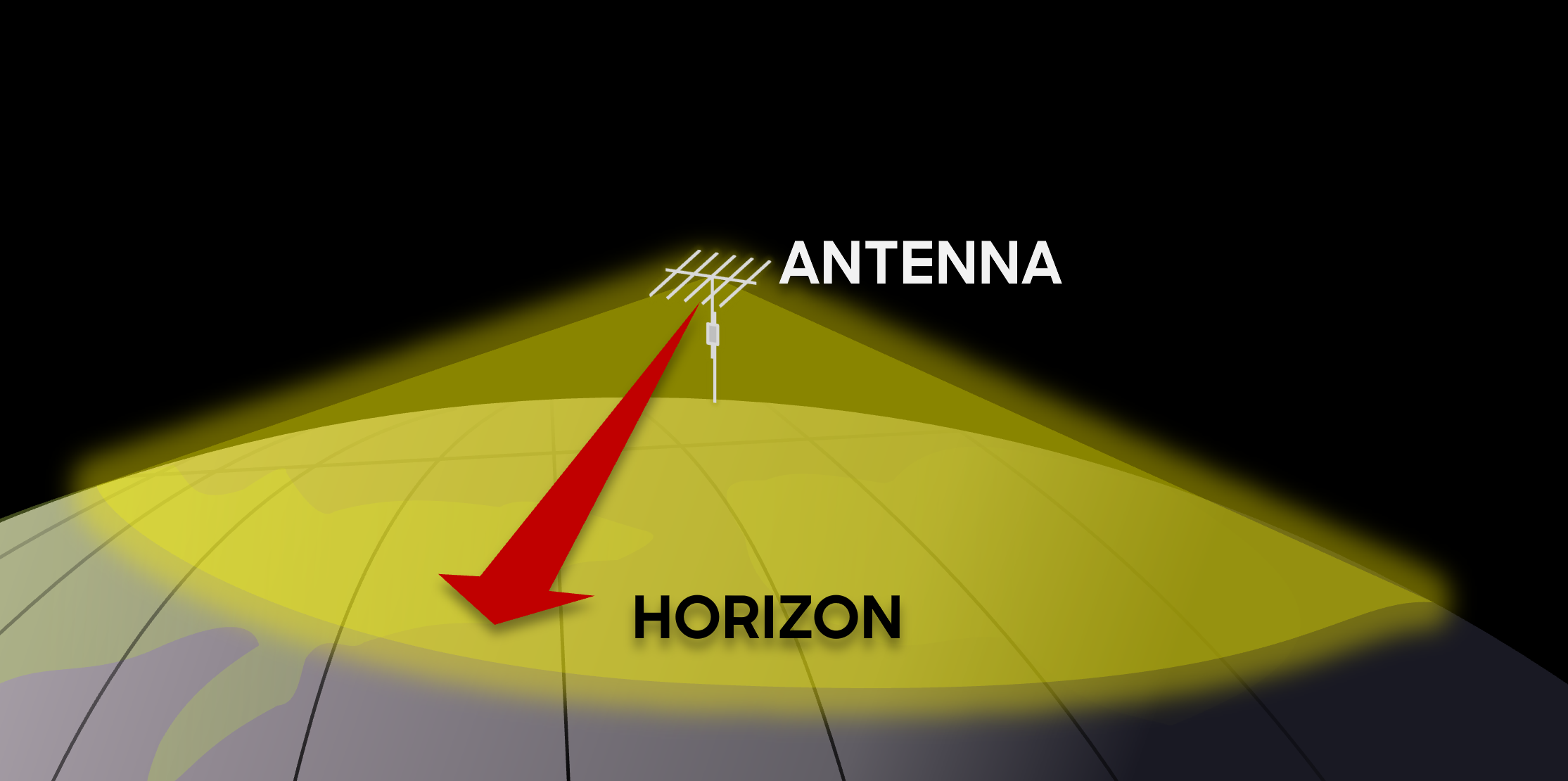
Propagation locale sur la bande EHF.

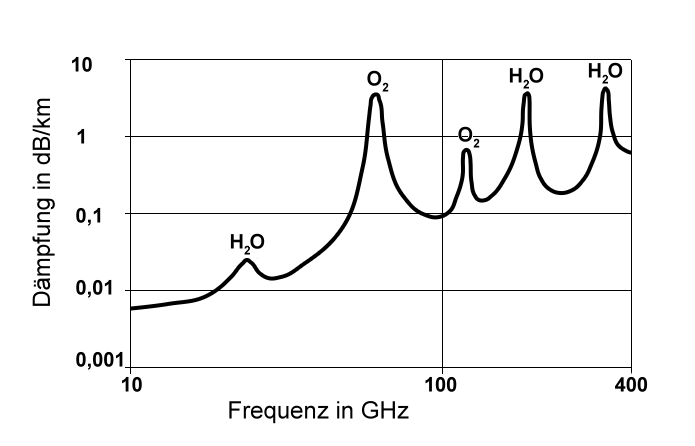
L'atténuation atmosphérique en dB/km en fonction de la fréquence dans la bande EHF. Des pics d'absorption à des fréquences spécifiques sont un problème, à cause de constituants tels que l'atmosphère de vapeur d'eau et du dioxyde de carbone.

La propagation est dans une zone de réception directe (quelques kilomètres) en partant de l’émetteur.
- La propagation est comparable à celle d'un rayon lumineux.
- Les obstacles sur le sol prennent une grande importance.

## Propagation au-delà de l'horizon
Cependant on observe des réceptions sporadiques à grande distance :
- très bonnes réflexions sur les aéronefs vers toutes les stations en vue directe de cet aéronef ;
- très bonnes réflexions sur des bâtiments vers toutes les stations en vue directe de ces bâtiments : tour Eiffel, tour Montparnasse, etc. ;
- réflexion volontaire sur la lune vers tous pays en vue directe de cet astre (sans couverture nuageuse).